# Vostok 4
Vostok 4 (en ruso: Восток-4) fue una misión espacial del programa Vostok. Fue lanzada en agosto de 1962, un día después de la misión Vostok 3 con el cosmonauta Pável Popóvich a bordo, la primera vez que dos naves espaciales tripuladas estaban en órbita al mismo tiempo. Las dos cápsulas de Vostok se situaron a 6,5 km una de la otra y lograron establecer un contacto por radio.

## Tripulación
- Piloto: Pável Popóvich.
- Tripulación de respaldo: Vladímir Komarov.